# Myke Towers
Myke Towers, nato Michael Anthony Torres Monge (Río Piedras, 15 gennaio 1994), è un rapper portoricano.

## Biografia
Nato a Río Piedras, dimostra molto interesse per la musica sin da bambino. Nel 2013 comincia a pubblicare brani sulla piattaforma SoundCloud, acquistando interesse per il suo modo innovativo di fare musica. L'anno seguente partecipò alla realizzazione di un documentario sulla musica urbana a Porto Rico.
Nel 2016 pubblica su iTunes il primo mixtape, El final del principio, con l'etichetta discografica G Starr Entertainment, che arriva 12º nella Latin Rhythm Albums.
Ritorna nel 2019 pubblicando in collaborazione con Farruko il brano Si se da. Il remix vede le partecipazioni di Arcángel, Sech e Zion.
Appare in diverse collaborazioni, fra le quali spiccano quelle con Bad Bunny, Maluma, Becky G e Ñengo Flow.
Il 24 gennaio 2020 pubblica il suo album in studio di debutto Easy Money Baby. L'album ha debuttato nella classifica Latin Album di Billboard al primo posto.
Partecipa anche a brani di Natti Natasha, Anuel AA e Anitta.

## Discografia

### Album in studio
- 2020 – Easy Money Baby
- 2021 – Lyke Myke
- 2023 – La vida es una
- 2023 – LVEU: Vive la tuya...No la mia
- 2024 – La pantera negra
- 2024 – Lyke Miike

### EP
- 2023 – Icy Hot

### Mixtape
- 2016 – El final del principio

### Singoli
- 2016 – Amor juvenil
- 2019 – Si se da (con Farruko)
- 2019 – Traicionera
- 2019 – Estamos arriba (con Bad Bunny)
- 2019 – Inocente
- 2019 – Una vida para recordar (con i Piso 21)
- 2019 – Dollar (con Becky G)
- 2019 – Sin forzar (con Pusho)
- 2019 – Date tu guille (con Milly e Farruko feat. Lary Over, Rauw Alejandro e Sharo Towers)
- 2019 – No tenemos nada (con Amenazzy)
- 2019 – Cuerpo en venta (con Noriel e Rauw Alejandro feat. Almighty)
- 2019 – Si se da (Remix) (con Farruko e Arcángel feat. Sech e Zion)
- 2019 – Piensan
- 2020 – Girl
- 2020 – Diosa
- 2020 – Me prefiere a mí (con Cazzu)
- 2020 – Ponte pa' mi (con Rauw Alejandro e Sky Rompiendo)
- 2020 – Carita de Inocente (Remix) (con Prince Royce)
- 2020 – La jeepeta (Remix) (con Nio García, Casper Mágico, Brray, Juanka, Anuel AA)
- 2020 – La calle (con Alex Sensation, Arcángel, Jhay Cortez, De La Ghetto, Darell)
- 2020 – Dimelo flow (con Pirueta, Wisin & Yandel, Arcángel, Chencho Corleone)
- 2020 – Mayor (con Yandel)
- 2020 – Michael X
- 2020 – Mi estilo de vida II (con Ñejo, Arcángel, Rauw Alejandro, Miky Woodz, Ñengo Flow, Kenai)
- 2020 – La luz (con Thalía)
- 2020 – Luna (con Gigolo e La Exce)
- 2020 – Enemigos ocultos (con Ozuna, Wisin, Arcangel, Juanka e Cosculluela)
- 2020 – Mi niña (con Los Legendarios e Wisin)
- 2020 – Caramelo (Remix) (con Ozuna e Karol G)
- 2020 – La nota (con Manuel Turizo e Rauw Alejandro)
- 2020 – La tóxica (Remix) (con Farruko, Sech, Jay Wheeler e Tempo)
- 2020 – Madrid (con Maluma)
- 2020 – Diosa (Remix) (con Natti Natasha e Anuel AA)
- 2020 – Polvo (con Nicky Jam)
- 2020 – Bandido (con Juhn)
- 2020 – Explicito
- 2021 – Ella no es tuya (Remix) (con Rochy RD e Nicki Nicole)
- 2021 – Quedate sola (con Jon Z e Eladio Carrión)
- 2021 – Las leyendas nunca mueren (con Ñengo Flow, Ovi e Alemán)
- 2021 – Oh mama (Premium) (con Farruko)
- 2021 – Cuenta
- 2021 – Burberry (con Ñengo Flow)
- 2021 – Pareja del año (con Sebastián Yatra)
- 2021 – El tren (con Micro TDH)
- 2021 – Bésame (con Luis Fonsi)
- 2021 – Súbele el volumen (con Daddy Yankee e Jhay Cortez)
- 2021 – Almas gemelas
- 2021 – Experimento
- 2021 – Oh Na Na (con Camila Cabello e Tainy)
- 2021 – Súbelo (con Anuel AA e Jhay Cortez)
- 2021 – Jóvenes millonarios (con Eladio Carrión)
- 2022 – Tendencia global (con Blessd e Ovy on the Drums)
- 2022 – Experi-Mento
- 2022 – Barranquilla bajo cero (con Beéle e Feid)
- 2022 – Paz y bendiciones (con Jon Z)
- 2022 – Traductor (con Tiago PZK)
- 2022 – Ande con quien ande (con Jhayco)
- 2022 – Luces de neón
- 2022 – Ulala (Ooh la la) (con Daddy Yankee)
- 2022 – Playa del inglés (con Quevedo)
- 2023 – Whiskey y coco (con Justin Quiles)
- 2023 – Sweet & Sour
- 2023 – Icy Hot
- 2023 – Aguardiente
- 2023 – Gasolina (Safari Riot Remix) (con Daddy Yankee)
- 2023 – Pariente (con Fuerza Regida)
- 2023 – Lala
- 2023 – Obstáculo (con Tainy)
- 2023 – El cielo (con Sky Rompiendo e Feid)
- 2023 – Hora cero
- 2023 – Kiki
- 2023 – Mi lova (con Bad Gyal)
- 2023 – Bajo el Sol
- 2023 – Borracho y loco (con Yandel)
- 2023 – La falda
- 2023 – Fast Money (con Ñengo Flow)
- 2024 – La capi
- 2024 – Adivino (con Bad Bunny)
- 2024 – Touchdown (con Messiah)
- 2025 – Mal de amores (con Junior H e The Rudeboyz)
- 2025 – ILY (con Kapo)
- 2025 – Sentimiento natural (con Aitana)
- 2025 – Baja California

### Collaborazioni
- 2020 – Me gusta (Anitta feat. Cardi B e Myke Towers)
- 2022 – Super Gremlin (El Diablo Mix) (Kodak Black feat. Myke Towers e Eladio Carrión)
- 2022 – Bebiendo sola (Camilo feat. Myke Towers)
- 2023 – T'as peur (Aya Nakamura feat. Myke Towers)
- 2023 – Baby Father 2.0 (YOVNGCHIMI feat. Myke Towers, Arcángel, Ñengo Flow e Yeruza)